# ایستگاه راه‌آهن مادرید چامارتین
ایستگاه راه‌آهن مادرید چامارتین (انگلیسی: Madrid Chamartín railway station) دومین ایستگاه راه‌آهن بزرگ در مادرید، اسپانیا است.
این ایستگاه که در سال ۱۹۶۷ تاسیس شده به راه‌آهن سراسری اسپانیا متصل است.

## نگارخانه

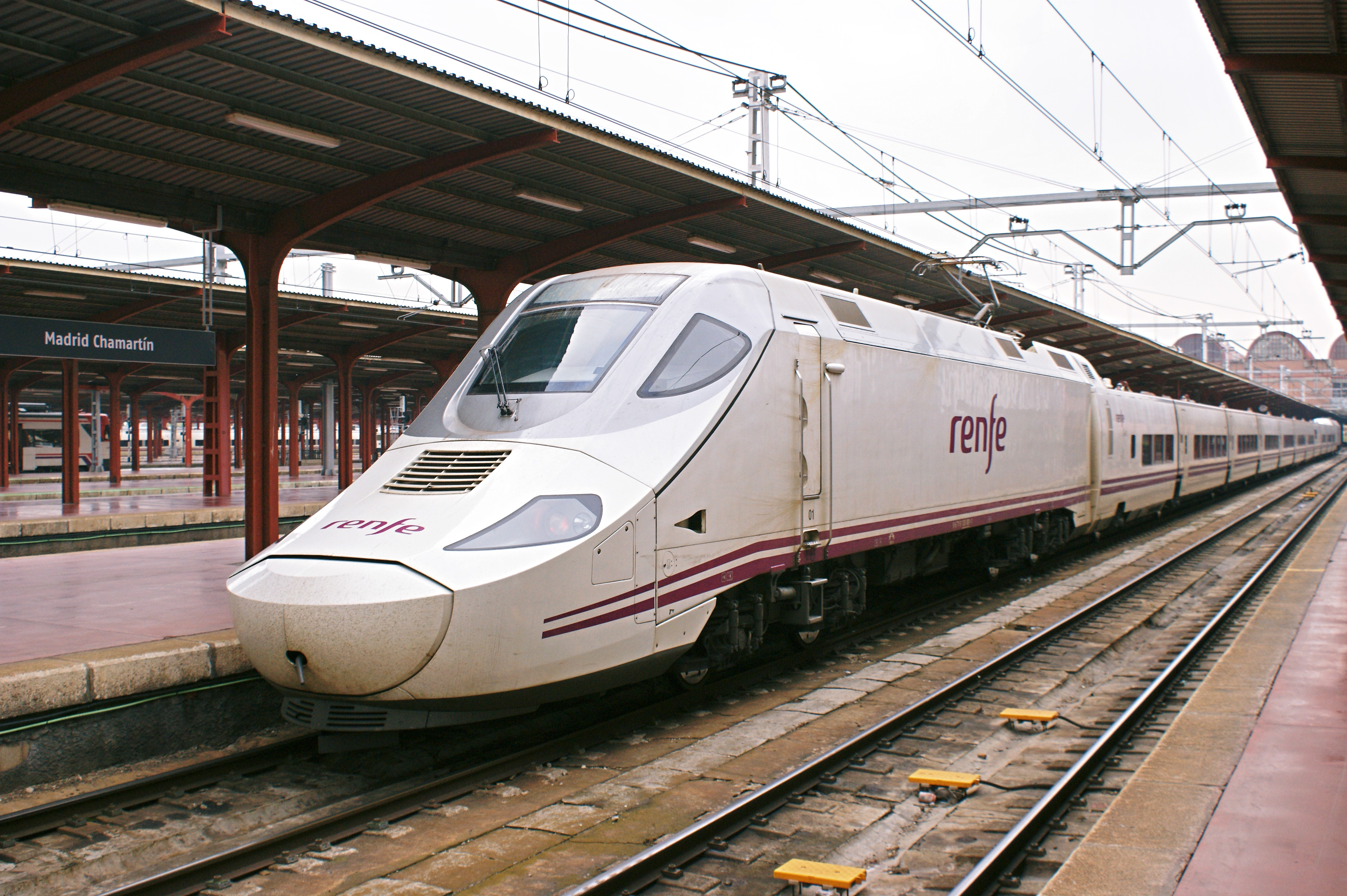
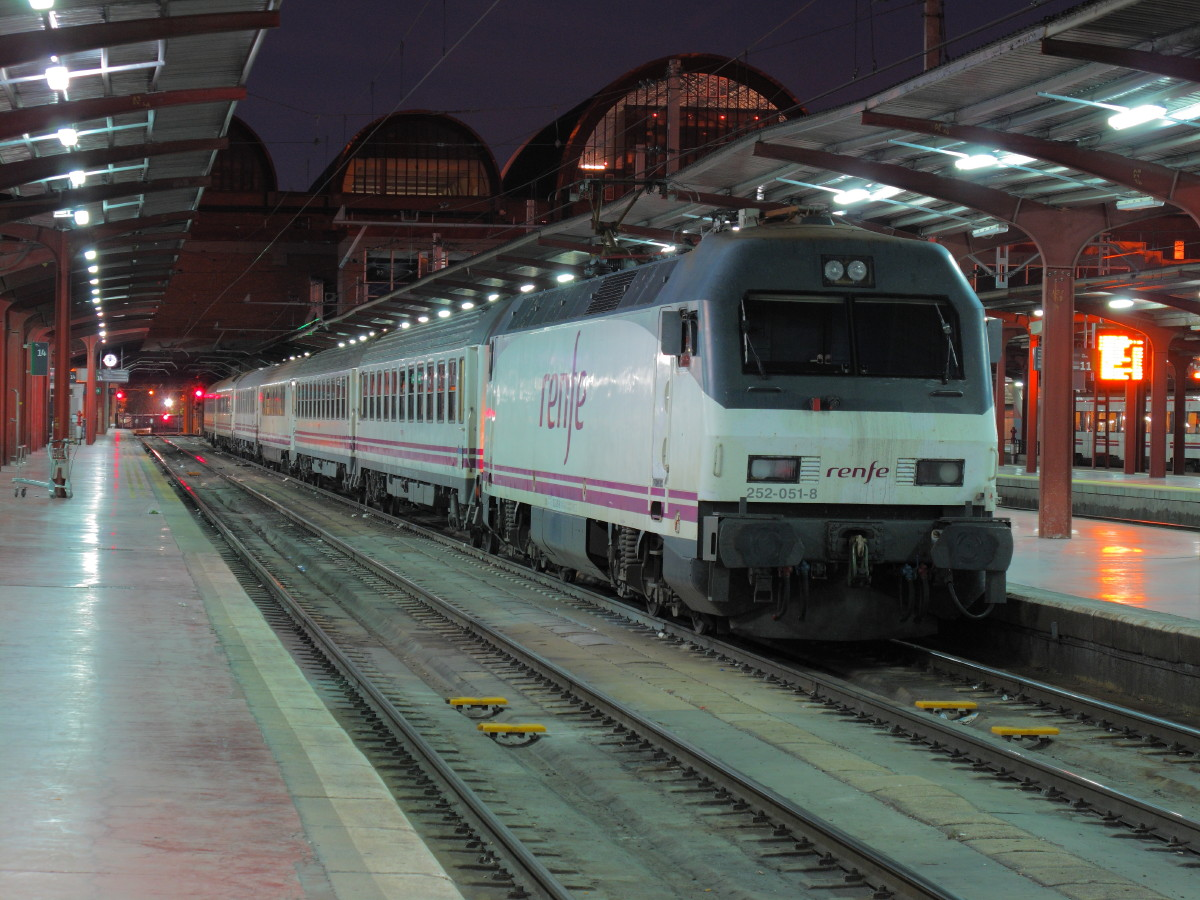
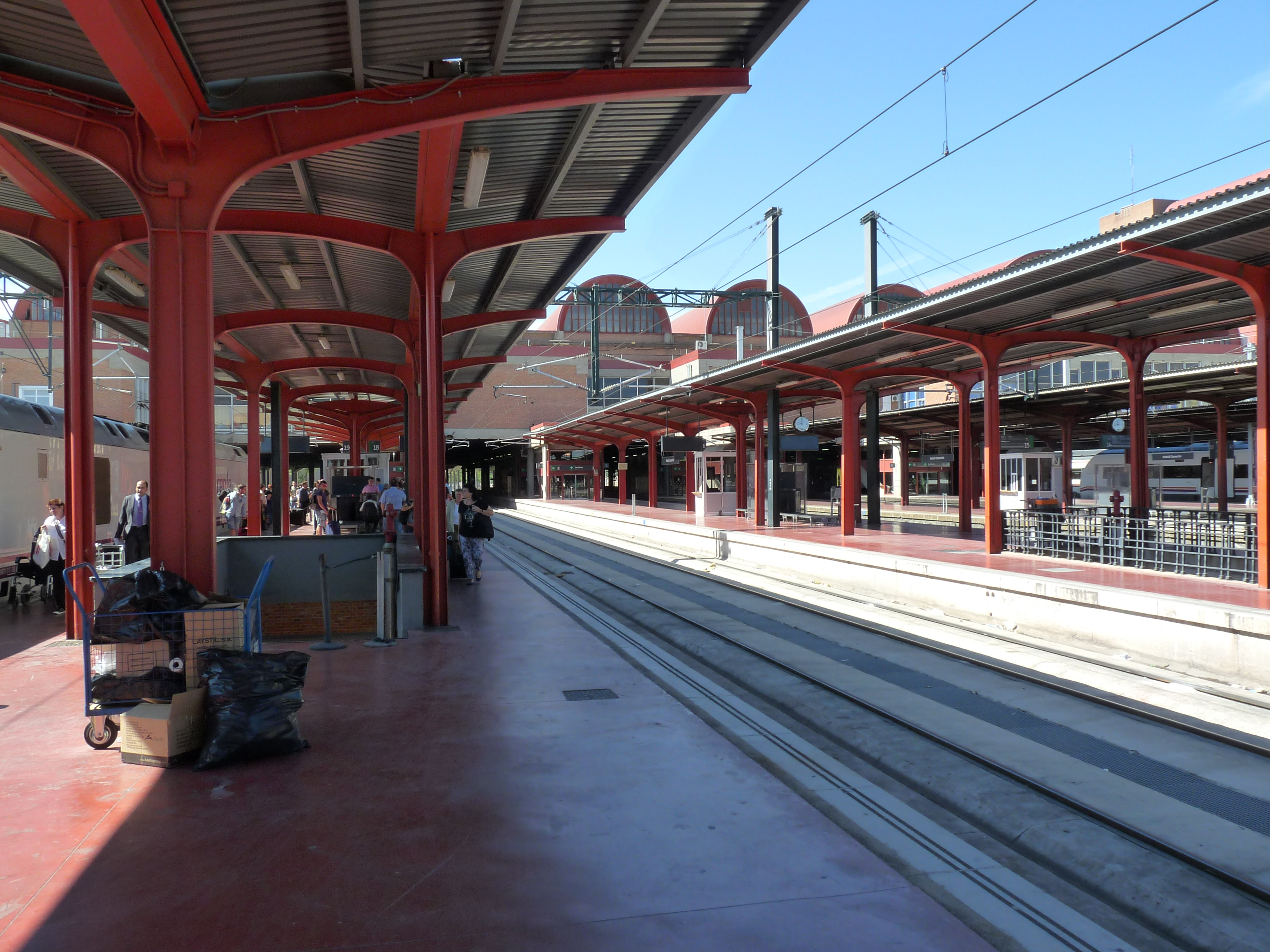
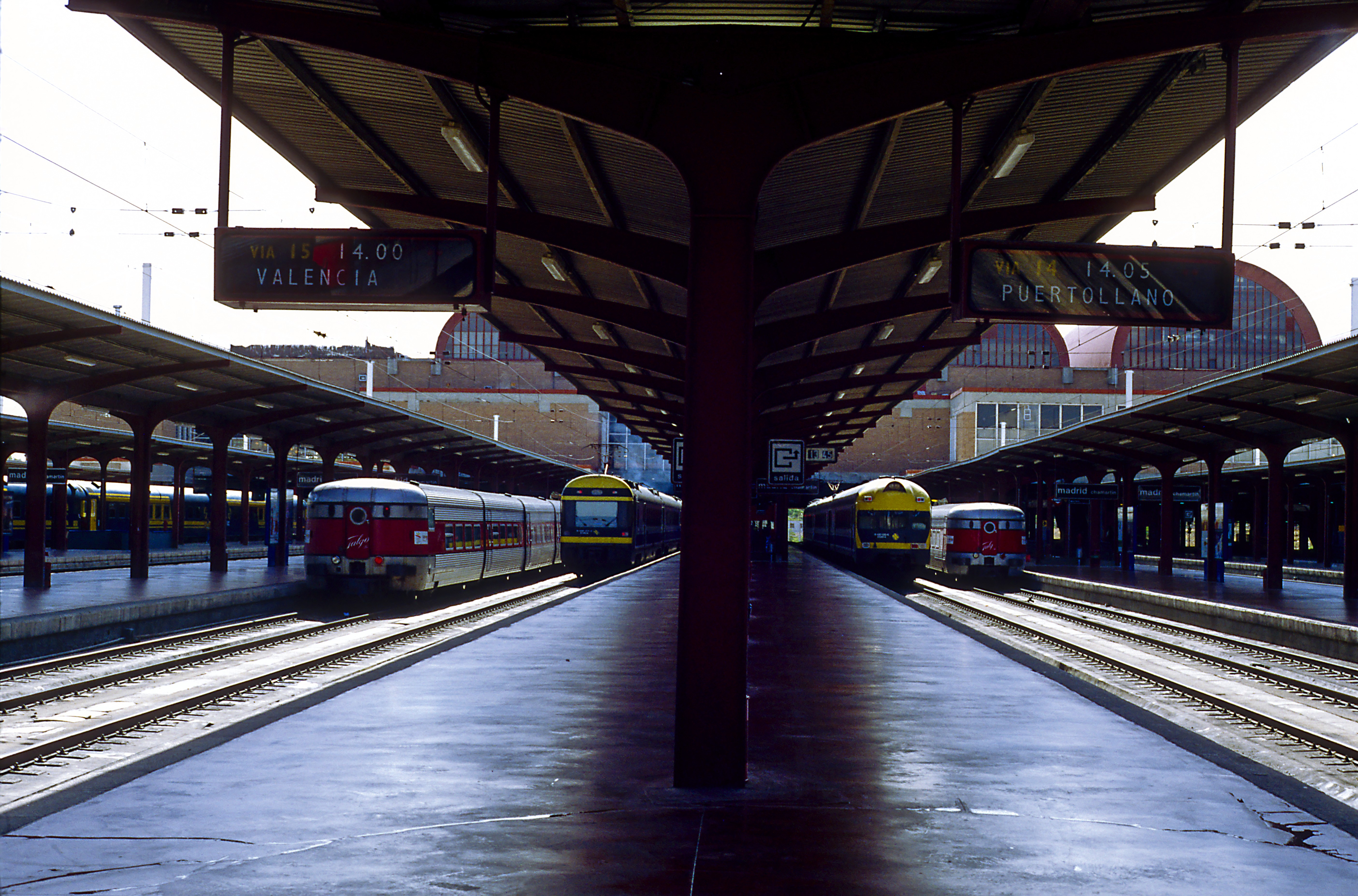